# ویرجین وویج
ویرجین وویج (انگلیسی: Virgin Voyages) شرکت سرگرمی آمریکایی است، که در سال ۲۰۱۴ تأسیس شد.